# Dutty Rock
Dutty Rock es el segundo álbum del cantante de dancehall Sean Paul. Fue lanzado el 26 de noviembre de 2002. Incluye los sencillos "Gimme The Light", "Get Busy", "Like Glue" y "I'm Still In Love With You", quienes todos estuvieron en el top 6 en el Reino Unido. El álbum debutó en la posición #2 en el Reino Unido, y de #9 en Estados Unidos.

## Ventas
El álbum es quien dio a conocer a Sean Paul. Este debutó con 200,000 copias vendidas en la primera semana en solo US., logrando más de 400,000 discos en la primera semana en toda Europa. Hasta la fecha se han confirmado más de 2 millones en los Estados Unidos y 6 millones a nivel mundial.

## Otros lanzamientos
En el 2003, Sean Paul lanzó otra versión del álbum intentando aumentar las ventas internacionales. El relanzamiento incluyó los sencillos "It's On" y "Baby Boy", junto a Beyoncé. Fue uno de los grandes éxitos del 2003. "Baby Boy" fue incluido también en álbum como solista de Beyoncé, Dangerously in Love.El álbum vendió más de 2 millones de copias en Estados Unidos y le hizo ganar su primer Grammy.

## Lista de canciones
1. "Dutty Rock Intro"[1]
2. "Shout (Street Respect)"[2]
3. "Gimme The Light"[3]
4. "Like Glue"[4]
5. "Get Busy"[5]
6. "Baby Boy" (con Beyoncé Knowles)[6]
7. "Top Of The Game" (con Rahzel)[7]
8. "Police Skit"
9. "Ganja Breed" (con Chico)[8]
10. "Concrete"[9]
11. "I'm Still in Love with You(con Sasha)[10]
12. "International Affair" (con Debi Nova)[11]
13. "Can You Do The Work" (con Ce'Cile)[12]
14. "Punkie"[13]
15. "My Name"[14]
16. "Jukin' Punny"[15]
17. "Uptown Haters Skit"
18. "Gimme The Light (Pass The Dro-Voisier Remix)" (con Busta Rhymes)[16]
19. "Bubble" (con Fahrenheit)[17]
20. "Shake That Thing"[18]
21. "Esa loca" (con Tony Touch & R.O.B.B.)[19]
22. "It's On"
23. "Punkie (Español)"[20]

## Posicionamiento
| Listas (2002-2003)                   | Mayor Posición |
| ------------------------------------ | -------------- |
| Australia Albums (ARIA)              | 22             |
| Austria Albums (Ö3 Austria)          | 5              |
| Alemania Albums (Offizielle Top 100) | 10             |
| Canadá Albums Chart                  | 1              |
| Francia Albums (SNEP)                | 20             |
| Italia Albums (FIMI)                 | 7              |
| Nueva Zelanda Albums (RMNZ)          | 4              |
| Reino Unido (OCC)                    | 2              |
| Estados Unidos (Billboard 200)       | 9              |